# Tetrajodek diarsenu
Tetrajodek diarsenu (nazwa Stocka: jodek arsenu(II)), As
2I
4 – nieorganiczny związek chemiczny z grupy jodków, w którym arsen występuje na II stopniu utlenienia. Jest jedynym dobrze poznanym halogenkiem arsenu o stopniu utlenienia mniejszym niż III.
Po raz pierwszy został otrzymany przez Eugena Bambergera i Juliusa Phillipa w 1881 roku. Przydzielono mu wtedy najprostszy możliwy wzór – AsI
2. W 1907 roku John Hewitt i Thomas Winmill stwierdzili jednak, że substancji tej odpowiada wzór As
2I
4.
Powstaje jako czerwone kryształy podczas ogrzewania w temperaturze 260 °C arsenu z jodem w obecności oktahydrofenantrenu w zatopionej rurce:
2As + 2I
2 → As
2I
4
Łatwo ulega hydrolizie i utlenianiu. W gorącym roztworze disiarczku węgla ulega dysproporcjonowaniu. W 400 °C reakcja ta przebiega w sposób ilościowy:
3As
2I
4 → 4AsI
3 + 2As
Jest stabilny w atmosferze gazu obojętnego do 150 °C.